# Desa Padarek (administrativ by i Indonesien, lat -6,99, long 108,21)
Desa Padarek är en administrativ by i Indonesien.   Den ligger i provinsen Jawa Barat, i den västra delen av landet, 170 km sydost om huvudstaden Jakarta.